# 오르페브르의 부두
오르페브르의 부두(Quai des Orfevres, Quay of the Goldsmiths)는 프랑스에서 제작된 앙리 조르주 클루조 감독의 1947년 범죄, 드라마 영화이다. 루이 주베 등이 주연으로 출연하였다.

## 출연

### 주연
- 루이 주베
- 수지 드레이어
- 베르나르 블리에
- 시몬 레넌트

### 조연
- 피에르 라르쿠이
- 르네 브랜카드
- 로베르 달방

## 제작진
- 미술: 맥스 더이